# Света Троица (Пловдив)
Вижте пояснителната страница за други значения на Света Троица.
„Света Троица“ е православна църква в град Пловдив, посветена на Света Троица. Църквата се намира на ул. „Архимандрит Евлоги“ № 1, близо до Събота пазара в район „Южен“.

## История
След загубите във войните за национално обединение и особено след Първата световна война с подписване на Ньойския договор, огромни маси българи от Гърция, Турция и Сърбия напускат домовете си и емигрират в България. Пловдив е един от градовете, където се струпва голямо множество от бежанци. Те се установяват в южната част на града, където по това време има ромска махала, като повечето са от Вардарска и Егейска Македония.
През 1924 г. към бежанците в Пловдив се присъединяват и тези от Черноморието, които не са успели да намерят задоволителни препитания там. През същата година е построена и православната църква „Света Троица“ за задоволяване на духовните нужди на преселниците. Собственикът на близката тухларна фабрика Павел Калпакчиев, участник в Илинденско-Преображенското въстание през 1903 г., дарява тухли и пари за издигане на църквата.
Малкият чорбаджи Вълко Куртович е основал в Пловдив православно неделно училище за малки и големи., което съществува и сега, а неговите наследници през 1849 г. го обърнали от гръцко на българско. През 2006 г. в него вероучение учат 30 деца и 70 възрастни в няколко групи – за начинаещи и напреднали.
Храмов празник – „Петдесетница“ – 50-ия ден след Възкресение Христово.

## Галерия
- Храм „Света Троица“
- подробен изглед към горната част на камбанарията
- вход към църквата
- подробен изглед към купол
- централната част на южна фасада

- църква от югоизток
- църква от северозапад
- източната фасада на църквата